# Giambattista Pasquali
Giambattista Pasquali (noto anche come Giovanni Battista e simili; Venezia, 1702 – Venezia, 14 settembre 1784) è stato un editore e tipografo italiano.

## Biografia
Giambattista Pasquali nacque a Venezia nel 1702 da Valerio Pasquali ed Elena Calcini. Rimasto orfano di madre in giovane età, poté usufruire insieme ai fratelli di una piccola eredità che il padre ottenne riscuotendo la dote della suocera.
Giambattista iniziò la sua attività come lavorante nelle tipografie di altri stampatori. Nel 1736 fondò la propria stamperia in società con il console inglese Joseph Smith. Divenne uno degli stampatori più importanti e prestigiosi della Venezia del Settecento, specializzandosi in edizioni di classici e testi scientifici.
Sposò Vincenza Dalla Vedova, da cui ebbe otto figli: Caterina (1728 ca.), Valerio (1730 ca.), Giannantonio (gennaio 1732), Pietro (gennaio 1734), Francesca (agosto 1735), Carlo (ottobre 1737, morto a soli 16 mesi), Anna (ottobre 1740) e Rosa (maggio 1743). Dopo la nascita dei primi due figli, si stabilì in contrà S. Sofia, che a metà anni Quaranta lasciò per trasferirsi nell’attigua parrocchia dei Santi Apostoli.
Giambattista Pasquali morì a Venezia il 14 settembre 1784. La gestione della stamperia passò ai figli Pietro e Giannantonio, che per alcuni anni proseguirono l'attività editoriale, fino al definitivo declino all'inizio del XIX secolo.

## Attività editoriale
Nel 1720 iniziò a lavorare come apprendista nella bottega del tipografo Giacomo Valvasense. Nel 1729 era impiegato come correttore presso gli stampatori Antonio Mora e Carlo Pecora.
Il 21 dicembre 1732 si immatricolò ufficialmente all'arte degli stampatori e librai e prese in gestione la stamperia Giavarina dopo la morte del titolare Bortolo. Nel 1735 videro la luce i primi titoli.
Nel 1736 Pasquali entrò in società con Joseph Smith, console britannico a Venezia, mercante e collezionista d'arte. La sede della stamperia e la stessa abitazione di Pasquali si trovavano nel palazzo in cui risiedeva il console, sul Canal Grande ai Santi Apostoli. Smith procurò a Pasquali i capitali necessari all’avviamento dell’impresa. Il console Smith ebbe un ruolo di indirizzo importante nell’attività editoriale, sia per quanto riguarda la scelta dei titoli da pubblicare, sia rispetto alla loro effettiva realizzazione. Pasquali e Smith si avvalsero di collaboratori di primo piano: le illustrazioni furono affidate ad artisti e incisori del calibro di Giambattista Piazzetta, Francesco Pitteri e Pietro Monaco.

## Pubblicazioni
Pasquali si specializzò nella pubblicazione di dizionari, enciclopedie e opere a carattere scientifico e tecnico, di autori italiani e stranieri. Tra le pubblicazioni più rilevanti spiccano la Cyclopaedia di Ephraim Chambers (tradotta in italiano come Dizionario universale delle arti e delle scienze, 1748-1749) e il Newtonianesimo per le dame di Francesco Algarotti (1739), un'opera fondamentale per la divulgazione scientifica del XVIII secolo. Pasquali pubblicò inoltre compendi di medicina, studi sulla fisica sperimentale, l’elettricità e la medicina elettrica.
Accanto alle opere scientifiche, Pasquali si distinse per la pubblicazione di opere di stampo illuminista, come quelle di Pietro Verri, Cesare Beccaria e Lodovico Antonio Muratori. Pubblicò anche importanti opere letterarie e teatrali, come Il Mattino e Il Mezzogiorno di Giuseppe Parini e le opere complete di Carlo Goldoni.

## Pasquali e la censura
Grazie alle relazioni di Smith con i revisori deputati alla censura, Pasquali poté pubblicare diverse opere poi messe all’Indice, come la traduzione del De rerum natura di Lucrezio a cura di Alessandro Marchetti (1761) e quella dell'abate Raffaele Pastore (La filosofia della natura di Tito Lucrezio Caro, e confutazione del suo deismo e materialismo, col poema di Aonio Paleario dell'immortalita degli animi, 1776). Pubblicò anche Il Principe e la prima edizione completa delle opere di Niccolò Machiavelli in Italia (1768-1769), Meditazioni sulla economia politica di Pietro Verri (1771) e Dei delitti e delle pene di Cesare Beccaria.
Per eludere la censura, Pasquali pubblicò una ventina di opere ricorrendo all’espediente del falso luogo di stampa.

## Lo scioglimento della società con Joseph Smith e gli anni successivi
Il 1° marzo 1760 Pasquali decise di sciogliere la società con Joseph Smith, acquistando il laboratorio e i volumi già stampati per 10.000 ducati.
Nel 1760-1761, Pasquali divenne priore dell'arte dei librai. Avviò quindi la pubblicazione delle opere complete di Carlo Goldoni, corredate dalle incisioni di Pietro Antonio Novelli e Antonio Baratti.
Fino alla metà degli anni Settanta, l’attività tipografica di Pasquali godette di ottima salute e il volume d’affari aumentò. In seguito, con la crisi dell’editoria veneziana e la morte del figlio Valerio, candidato alla successione, la produzione iniziò a ridursi. Nonostante le difficoltà, Pasquali continuò a investire in opere innovative, come il Giornale per servire alla storia della medicina di questo secolo (1784), una delle prime riviste mediche professionali in Italia.

## Marche editoriali
Le sue edizioni, contrassegnate dal marchio di Minerva con cartiglio e il motto "Alla felicità delle lettere", rimasero un modello di eccellenza tipografica e bibliografica, contribuendo alla diffusione della cultura illuminista in Italia e in Europa.

Marche tipografiche di Giambattista Pasquali
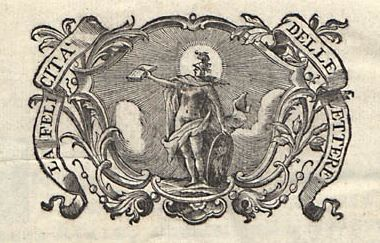
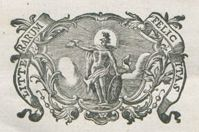
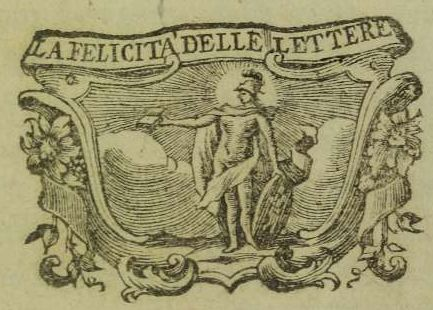